# Nulvi
Nulvi (sardinski: Nùjvi) je grad i općina (comune) u pokrajini Sassariju u regiji Sardiniji, Italija. Nalazi se na nadmorskoj visini od 478 metara i ima 2 741 stanovnika.
 Prostire se na 67,38 km². Gustoća naseljenosti je 41 st/km².
Susjedne općine su: Chiaramonti, Laerru, Martis, Osilo, Ploaghe, Sedini i Tergu.